# Río Carrocedo
El río Carrocedo  es un río costero del norte de España que discurre por el concejo de Llanes, Asturias. 

## Curso
Nace por la confluencia de varios arroyos que fluyen de la cara norte de la sierra del Cuera. Desemboca en el mar Cantábrico formando la ría de Llanes. Conforma la red hídrica de Llanes, que consta de cuencas hidrográficas pequeñas y poco jerarquizadas, marcadadas por la proximidad de la cadena montañosa  de la sierra del Cuera, con más de mil metros de altura y que se dispone paralela y muy cercana a la costa, por lo que el curso fluvial discurre directamente hacia el mar.
Su afluente principal es el arroyo de las Pisas.

## Fauna
Según muestreos de pesca eléctrica acometidos entre los años 1997 y 2019, referencias bibliográficas y comunicaciones orales fidedignas, en el río Carrocedo se han detectado especímenes de anguila, corcón y platija.